# Venn (Mönchengladbach)
Venn (umgangssprachlich Venner) ist ein Stadtteil im Stadtbezirk Nord in Mönchengladbach, Nordrhein-Westfalen, Deutschland.

## Geographie

### Stadtgliederung
Der Ort Venn ist in sogenannte Honschaften unterteilt. Diese entsprechen fast den ursprünglichen Honschaften aus dem Mittelalter.
Im Detail handelt es sich um Alt-Venn, Poeth, Hamern, Rönneter und Beltinghoven.

### Weitere Ortschaften in der näheren Umgebung
Weitere Stadt- und Ortsteile von Mönchengladbach in der Nähe von Venn sind Großheide, Hardt, Rasseln, Windberg und Winkeln.
Nicht weit entfernt sind außerdem die Ortsteile Bergerstraße, Bockert, Bötzlöh und Ompert der im Norden angrenzenden Nachbarstadt Viersen.

## Geschichte
Die ersten urkundlichen Zeugnisse über die Ortsteile reichen zurück zu den Honschaften im hohen Mittelalter. Als Lehnsleute der Abtei sind bekannt:
- Heinrich von Rönneter (1183–1190)
- Konrad von Venn (1247)
- Anselm von Winkeln (1247)
- Hermann von Hamern (1303)
- Johann von Beltinghoven

### Eingemeindungen
Gehörten Venn und Beltinghoven von Anfang an zur Pfarre St. Maria Empfängnis Venn, kamen Hamern und Rönneter erst später dazu. Nach den Protesten gegen den Bau einer eigenen Kirche schlossen sich die Rönneter Bürger 1873 der Gemeinde an, die Hamerner 1909.

### Einwohnerentwicklung
Venn hat 9.048 Einwohner (Stand: 30. September 2013). Am 1. Januar 2000 waren es 9407 Einwohner, am 31. Dezember 2012 waren es 8998 Einwohner.

## Kultur und Sehenswürdigkeiten

### Kirche St. Maria Empfängnis
Im September 1869 wurde das Gotteshaus nach zweijähriger Bauzeit fertiggestellt. Die Tatsache, dass Venn eine eigene Kirche bekam, ist vor allem Oberpfarrer Lelotte zu verdanken, der sich auf Bitten der Venner und Beltinghovener Gläubigen für den Bau einsetzte.
Gebaut wurde die Kirche von Baumeister der Neugotik Vincenz Statz. In Kreuzform errichtet, hatte sie eine Länge von 105 Fuß, eine Höhe von 34 Fuß und einen Durchschnitt von 46 Fuß.
Die erste heilige Messe konnte am 17. Oktober 1869 abgehalten werden. Die Einweihung erfolgte am 27. Juli 1872 durch Paulus Melchers, Erzbischof von Köln, der ein Pontifikalhochamt mit anschließender Firmung von 106 Kindern abhielt. Der Hochaltar wurde der unbefleckten Empfängnis Mariens, der rechte Nebenaltar zu Ehren des hl. Josef und der linke Nebenaltar zu Ehren der Mutter Gottes geweiht. Die Kirche, genauer gesagt Haupt- und Nebenaltar, bewahren noch heute die Reliquien des hl. Engelbert und des hl. Polykarp auf.
Zur Pfarre ernannt wurde das bisherige Rektorat unter der Leitung von Kaplan Ferdinand Mürriger dann am 17. Februar 1873 durch die erzbischöfliche Behörde. Mürriger wurde zum Pfarrer ernannt und am 26. März 1873 eingeführt.
Pfarrer Mürriger war es auch, der 1885 den „Kalvarienberg“ und kurz darauf die „Lourdesgrotte“ errichten ließ. Dies machte Venn zum Wallfahrtsort für viele gläubige Menschen aus ganz Deutschland und den angrenzenden Ländern.
Im Alter von 62 Jahren verstarb Pfarrer Ferdinand Mürriger am 8. November 1896. Sein Nachfolger, Pfarrer Johann Morenhofen, verwirklichte Mürrigers Pläne zur Erweiterung der Kirche für die mittlerweile auf 2000 Seelen angewachsene Gemeinde. Die „neue“ Kirche konnte am 20. Dezember 1908 benediziert werden, nachdem der gesamte Umbau aus Spendengeldern verwirklicht wurde. Es wurden jeweils eine sechseckige Kapelle, eine Sakristei und ein Schiff zu beiden Seiten angebaut. Dies führte zwangsläufig zu einer Verkleinerung der Fenster. Ein von acht Säulen getragenes Oktogon ersetzte den ursprünglichen Chor und bildete den größten Kuppelbau am linken Niederrhein. Auch wurden Gaslampen und Heizungsinstallationen in der Kirche hinzugefügt.
Pfarrer Knorr, der die Gemeinde nach Morenhofens Tod 1927 übernahm, musste sich schon früh mit der Gestapo auseinandersetzen. Während des Zweiten Weltkrieges nahm seine Gesundheit immer weiter ab, so dass er 1940 einen Pensionsantrag einreichen musste. Er blieb der Pfarre aber bis zu seinem Tod am 8. November 1949 als Mitglied erhalten.
Sein Nachfolger ab 1941, Pfarrer Wilhelm Müller, erlebte mit, wie die Kirche durch Fliegerangriffe stark beschädigt wurde. Als 1945 die US-Armee einmarschierte, brachte er sie dazu, am Wiederaufbau der Kirche mitzuwirken. Diese Reparaturarbeiten zogen sich bis in die 1950er Jahre hin und führten durch großzügige Spenden auch zu neuen Anschaffungen. Eine neue Orgel und eine Schieferverkleidung des Daches sind nur zwei Beispiele. Die bedeutendste Neuerung waren die Kirchenfenster, entworfen von Ernst Jansen-Winkeln.
In den 1960er Jahren wurden die Küsterwohnung und das Jugendheim am Grottenweg fertiggestellt. Kurz darauf verstarb der Pfarrer Wilhelm Müller, und die Gemeinde wurde von Aloys Keuchel übernommen. Sein Verdienst ist der Kindergarten an der Mürrigerstraße.
Am 25. November 1973 führte Propst Kauff Pfarrer Josef Düppengießer in sein Amt ein. Dieser konzentrierte sich auf die sozialen Belange seiner Gemeindemitglieder. Aber auch der Kirchenausbau wurde vorangetrieben. Neue Sitzbänke und ein neuer Altar wurden angeschafft, in den die Reliquien der hl. Ursula und des hl. Engelbert eingemauert wurden. In einer feierlichen Weihehandlung wurde der Altar des Weihbischofs Gerd Dicke der „Unbefleckten Empfängnis“ geweiht.
Im Jahre 1980 fiel das „Paplerhaus“ am Stationsweg in den Besitz der Pfarre. Nach einer Renovierung wurde es als Erwachsenenbildungsstätte eingesetzt.
Aus Sicherheitsgründen musste das sanierungsbedürftige Gotteshaus am 17. September 2004 geschlossen werden, da eine akute Einsturzgefahr bestand. Eine Zeltkirche wurde als Übergangsphase genutzt, bis die Kirche im Sommer 2005 für die normale Nutzung wieder geöffnet werden konnte. Bereits zwei Jahre später, im Sommer 2007 konnte die Fertigstellung der Dachsanierung bekanntgegeben werden. Die Renovierung wurde aus Spendengeldern und Verkäufen gezahlt. So wurde zum Beispiel das Paplerhaus verkauft, das vom neuen Eigentümer renoviert, erweitert und zu Geschäftsräumen ausgebaut wurde.

## Sonstiges

### HonschaftDuis
Die Duis ist eigentlich keine Honschaft im ursprünglichen Sinne, denn hier ist nicht ein Ortsteil aus einer mittelalterlichen Honschaft hervorgegangen, sondern aus einer Schützengruppe, die 1956 gegründet wurde.

#### Geografie
Die Honschaft Duis besteht aus den Straßen
- Felshütte
- In der Duis (bis zur Brücke)
- Mühlenpesch
- Poethenberg
- Roermonder Straße (von Mühlenpesch bis zur Hensenbrücke)
- Stationsweg (von der Kreuzung Roermonder Str. bis Mühlenpesch)

## Vereinsleben
- In Venn ist der Fußballverein "Rot-Weiss-Venn" beheimatet.
- Seit 1911 besteht die Karnevalsgesellschaft Poether Pothäepel Mönchengladbach-Venn e. V.
- 2001 gegründet wurde die Erste-Venner Karnevalsgesellschaft e. V. Mönchengladbach[3]
- Die St. Josef Bruderschaft Venn e. V. wurde 1884 gegründet[4]